# Paul Heyman
Paul Heyman (sinh ngày 11 tháng 9 năm 1965) là một nhà sản xuất giải trí người Mỹ, nhà văn,nhà thơ và là người bầu cho các đô vật chuyên nghiệp. Ông hiện đang làm việc ở WWE và từng làm việc ở WCW, làm việc ờ ECW dưới tên Paul E. Dangerously. Ở WWE, Heyman từng quản lý 5 nhà vô địch WWE (WWE Champion): Brock Lesnar, Big Show, Kurt Angle, Rob Van Dam và CM Punk. Thân chủ hiện tại của ông là Roman Reigns.